# Esercito rivoluzionario della Kampuchea
L'Esercito rivoluzionario della Kampuchea ( កងទ័ព បដិវត្តន៍ កម្ពុជា in lingua khmer) fu l'insieme delle Forze armate della Kampuchea Democratica tra il 1976 e il 1979; il Generale di questo fu Pol Pot, già Primo Ministro di questa nazione. Invece, il secondo uomo per importanza in questa forza armata fu Son Sen, Ministro della Difesa.
L'Esercito rivoluzionario della Kampuchea fronteggiò l'esercito popolare vietnamita durante la guerra cambogiana-vietnamita e fu costretto ad arrendersi a questo il 7 gennaio 1979.
La forza aveva un organico di 68.000 soldati raggruppati in 230 battaglioni, 40 reggimenti e 14 brigate.

## Storia
durante i giorni della Kampuchea Democratica i 68.000 uomini delle Forze armate di liberazione nazionale del popolo cambogiano, che avevano completato la conquista di Phnom Penh nell'aprile del 1975 furono inglobate nella nuova forza costituita dell'Esercito rivoluzionario della Kampuchea. Questa denominazione riprendeva quella utilizzata dall'insurrezione contadina che era esplosa nel Distretto di Samlout nella Provincia di Battambang nel 1967. Sotto il suo comandante di lunga data e allora ministro della difesa Son Sen l'Esercito rivoluzionario aveva 230 battaglioni divisi in 35 e 40 reggimenti e in 12 e 14 brigate. La struttura di comando nelle unità era basata su un comitato di tre persone in cui il commissario politico aveva un ruolo superiore al comandante militare e al suo vice.
la Cambogia venne divisa in zone e in settori speciali dall'Esercito rivoluzionario, in cui confini cambiarono leggermente durante gli anni. In queste zone il compito primario dell'Esercito rivoluzionario era l'esecuzione perentoria degli ex ufficiali delle Forze armate nazionali khmer e dei loro famigliari senza processi o fanfare per eliminare i nemici dei Khmer rossi. L'altra priorità dell'esercito era quella di consolidarsi in un esercito nazionale in cui le forze separate stavano operando senza o più autonomia nelle varie zone. Le unità dei Khmer rossi era comandanti da segretari di zona che erano simultaneamente ufficiali militari e di partito in cui diversi di loro è stato detto avessero manifestato caratteristiche da "signori della guerra". Truppe da una determinata zone erano spesso trasferite in altre zone per rafforzare la disciplina. Questi sforzi per disciplinare i segretari di zona e i loro dissidenti o quadri ideologicamente impuri dettero il via alle purghe che decimarono i ranghi dell'Esercito rivoluzionario che ebbero come ulteriore effetto quello  di abbassare il morale dell'esercito vittorioso e di generare al suo interno il seme della ribellione. In questa maniera i Khmer rossi usarono l'Esercito rivoluzionario per sostenere e rafforzare la loro violenta campagna. La forza aerea dell'Esercito rivoluzionario di Kampuchea venne formata nel 1977 e sciolta nel 1979.

## Organizzazione

### Esercito rivoluzionario della Kampuchea
L'Esercito rivoluzionario della Kampuchea era il nome ufficiale dell'Esercito della Kampuchea Democratica Durante il periodo che va dal 1975 al 1979 consisteva principalmente di operatori dei Khmer rossi. Nel 1979 durante la Guerra cambogiano-vietnamita venne riformato nell'Esercito nazionale della Kampuchea Democratica per continuare a combattere contro l'Esercito popolare vietnamita e le nuove Forze armate rivoluzionarie popolari della Kampuchea.

### Marina rivoluzionaria della Kampuchea
la Marina rivoluzionaria della Kampuchea in (khmer: កងទ័ពជើងទឹករំដោះកម្ពុជា, abbreviata LNK) sotto i Khmer rossi era composta da 17 motovedette di classe swift di fabbricazione statunitense (sette delle quali vennero affondate nel maggio 1975 dall'attacco aereo statunitense durante la Crisi della Mayagüez). In aggiunta la Marina rivoluzionaria possedeva 2 sottomarini incursori E311 ed E312 (Classe PC-461), 3 Landing Craft Utility e 1 Landing Craft, Mechanized insieme ad un certo numero di piccole imbarcazioni fluviali.

### Forza aerea dell'Esercito rivoluzionario della Kampuchea
la Forza aerea dell'Esercito rivoluzionario della Kampuchea in (khmer: កងទ័ពអាកាសនៃកងទ័ពរំដោះកម្ពុជា, abbreviata AFLAK) era principalmente defunta durante il periodo di esistenza della Kampuchea Democratica. Alcuni aerei erano stati catturati alla Forza aerea khmer inclusi diversi di fattura occidentale. Durante la Crisi della Mayagüez 5 aerei North American T-28 Trojan vennero distrutti. Tutti gli aerei vennero distrutti o catturati nel 1979 durante l'Invasione vietnamita della Cambogia.

## Equipaggiamento

### Pistole semiautomatiche
- Tokarev TT-33 (Unione Sovietica)[5]
- Pistolet Makarova (Unione Sovietica)
- Type 54 pistol (Cina)

### Fucili semiautomatici
- Simonov SKS (Unione Sovietica)
- Type 56 (Cina)

### Fucili d'assalto
- AK-47 (Unione Sovietica)
- Type 56 (Cina)
- M-16 (Stati Uniti)

### Mitragliatrici leggere
- RPD (Unione Sovietica)
- Type 56 LMG (Cina)

### Mitragliatrici pesanti
- DŠK (Unione Sovietica)
- Type 54 (Cina)
- Browning M1919 (Stati Uniti)
- Browning M2 (Stati Uniti)

### Mitragliatrici ad uso generale
- PKM (Unione Sovietica)
- M60 (Stati Uniti)

### Lanciarazzi
- RPG-2 (Unione Sovietica)
- RPG-7 (Unione Sovietica)

### Carri armati leggeri
- 20 Type 62 (Cina)
- 10 Type 63 (Cina)

### Veicoli da trasporto truppe
- 200 M113

### Mortai
- M-29 (Stati Uniti)

### Cannoni senza rinculo
- M-20 (Stati Uniti)
- 106 mm M40 (Stati Uniti)

### Artiglieria controcarri
- 10 76 mm M1942 (Unione Sovietica)

### Obici
- 30 130 mm M-46  (Unione Sovietica)
- 10 122 mm M1938 (Unione Sovietica)
- 20 105 mm M101  (Stati Uniti)
- 10 155 mm M114  (Stati Uniti)

### Lanciarazzi multipli
- 10 BM-13

### Difesa aerea
- ZPU (Unione Sovietica)
- 30 37 mm M1939 (61-K) (Unione Sovietica)
- 10 57 mm S-60

### Aerei da caccia
- 6 Shenyang J-6 (Cina)[6]

### Aerei da addestramento
- 4 GY-80 Horizon (Francia)
- 10 Cessna O-1 Bird Dog (Stati Uniti)

### Aerei da attacco al suolo
- 9 Helio AU-24 Stallion (Stati Uniti)
- 22 North American T-28 Trojan (Stati Uniti)
- 10 Cessna A-37 Dragonfly (Stati Uniti)

### Aerei da trasporto militare
- 7 Fairchild C-123 Provider (Stati Uniti)
- 14 Douglas C-47 Dakota/Skytrain (Stati Uniti)
- 6 Douglas AC-47 Spooky (Stati Uniti)

### Bombardieri
- 3 Harbin H-5 (Cina)

### Elicotteri utility
- 20 Bell UH-1H/1G

### Pattugliatori
- 2 Higgins 78ft (Jugoslavia)
- 40 Patrol Boat, River (Stati Uniti)[7][8]
- 17 Patrol Craft Fast (Stati Uniti)
- 2 PC-461-CLASS (Stati Uniti)[9]

### Mezzi da sbarco
- 1 LCM-8 (Stati Uniti)[10]
- 1 LCU 1466 (Stati Uniti)
- 2 LCT-6
- LSM